# Мирне (селище, Волноваський район)
Ми́рне — селище в Україні, у Волноваському районі Донецької області. Адміністративний центр Мирненської селищної громади.

## Загальні відомості
Відстань до Бойківського становить 24 км і проходить автошляхом Т 0512.

## Персоналії
- Реуцький Віталій Олександрович (1976—2022) — штаб-сержант

## Населення

### Мова
Розподіл населення за рідною мовою за даними перепису 2001 року:
| Мова            | Кількість | Відсоток |
| --------------- | --------- | -------- |
| російська       | 1768      | 81.40%   |
| українська      | 395       | 18.19%   |
| білоруська      | 1         | 0.05%    |
| інші/не вказали | 8         | 0.36%    |
| Усього          | 2172      | 100%     |

## Новітня історія
5 вересня 2014 року під час виконання бойового завдання під Мирним загинув солдат 79-ї бригади Максим Філоненко.